# Kenyas fodboldlandshold
Kenyas fodboldlandshold repræsenterer Kenya i fodboldturneringer og kontrolleres af Kenyas fodboldforbund.